# Kogenheim
Kogenheim – miejscowość i gmina we Francji, w regionie Grand Est, w departamencie Dolny Ren.
Według danych na rok 1999 gminę zamieszkiwały 842 osoby, 71 os./km².